# Sonnino
Sonnino è un comune italiano di 7 422 abitanti della provincia di Latina nel Lazio.

## Geografia fisica

### Territorio
Il centro storico del paese sorge sul Colle Sant'Angelo (430 m s.l.m.), della catena dei Monti Ausoni, racchiuso dalle propaggini che vanno dalla Costa Inversa fino a Monte Tavanese e Monte della Fate (1090 m s.l.m.) e, dall'altro lato della vallata, Costa delle Serre (700 m s.l.m.). A sud, Monte Ceraso, Monte Peschio e Monte Romano (530 m s.l.m.) dominano sulla zona pianeggiante della frazione di Capocroce; la propaggine di Costa la Traglia e Monte Cavallo Bianco dominano invece sulla frazione del Frasso e sulla valle di Cascano, fino al piano carsico di Campo Soriano (300 m s.l.m.). La zona pianeggiante di Sonnino Scalo, Capocroce e Frasso viene attraversata dal fiume Amaseno.

### Clima
Classificazione climatica: zona D, 1865 GR/G
| Sonnino                    | Mesi | Mesi | Mesi | Mesi | Mesi | Mesi | Mesi | Mesi | Mesi | Mesi | Mesi | Mesi | Stagioni | Stagioni | Stagioni | Stagioni | Anno  |
| Sonnino                    | Gen  | Feb  | Mar  | Apr  | Mag  | Giu  | Lug  | Ago  | Set  | Ott  | Nov  | Dic  | Inv      | Pri      | Est      | Aut      | Anno  |
| -------------------------- | ---- | ---- | ---- | ---- | ---- | ---- | ---- | ---- | ---- | ---- | ---- | ---- | -------- | -------- | -------- | -------- | ----- |
| T. max. media (°C)         | 11   | 11,5 | 14,4 | 17,5 | 21,6 | 26,1 | 29,0 | 29,4 | 24,6 | 20,6 | 15,9 | 12,1 | 11,5     | 17,8     | 28,2     | 20,4     | 19,5  |
| T. media (°C)              | 7,1  | 7,5  | 10,2 | 13,4 | 17,4 | 21,8 | 24,4 | 24,8 | 20,6 | 16,8 | 12,4 | 8,4  | 7,7      | 13,7     | 23,7     | 16,6     | 15,4  |
| T. min. media (°C)         | 3,5  | 3,5  | 5,8  | 8,8  | 12,6 | 16,7 | 19,3 | 19,7 | 16,5 | 13,1 | 9,2  | 5,0  | 4,0      | 9,1      | 18,6     | 12,9     | 11,1  |
| Precipitazioni (mm)        | 91   | 99   | 101  | 112  | 83   | 47   | 30   | 30   | 105  | 149  | 176  | 124  | 314      | 296      | 107      | 430      | 1 147 |
| Giorni di pioggia          | 7    | 8    | 8    | 10   | 7    | 5    | 4    | 4    | 8    | 8    | 10   | 9    | 24       | 25       | 13       | 26       | 88    |
| Umidità relativa media (%) | 81   | 78   | 78   | 77   | 75   | 71   | 65   | 66   | 73   | 80   | 81   | 81   | 80       | 76,7     | 67,3     | 78       | 75,5  |

## Origini del nome
Il nome Sonnino deriva probabilmente da una forma volgare sun pennino, forse da sum-pendere, oppure da un lemma sumpmus ricollegabile al latino summus, che significa "sommo", con riferimento alla posizione in cui sorge l'antico borgo medievale, costruito appunto sulla sommità di un colle, estrema propaggine del Monte Ceraso, appartenente alla catena degli Ausoni.
Generalmente si trova indicato come Somninum, Sonninum, Sompninum, Sunino, Somnineum, Sumninum e Castrum Somneni.

## Storia

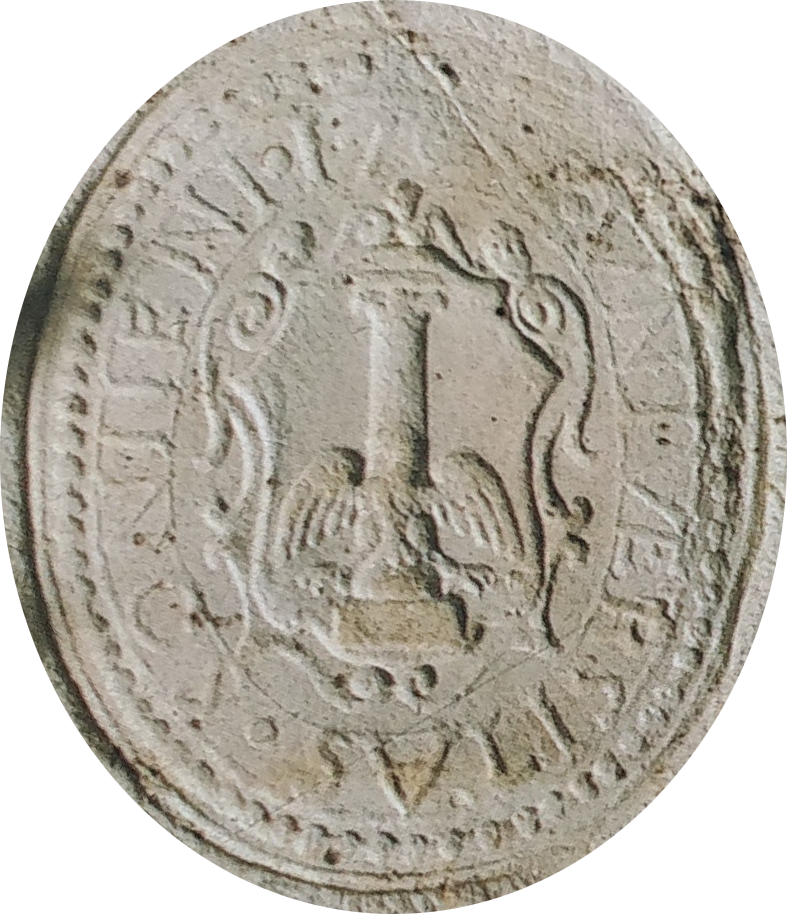
Antico sigillo della Universitas Somneni (Comunità di Sonnino).

Il primo documento che attesta l'esistenza di Sonnino è una bolla pontificia di Papa Silvestro II dell'anno 999. Alcuni storici fanno risalire le origini del paese alla fine del secolo VIII ad opera dei cittadini di Priverno, fuggiti dal loro paese in seguito alle invasioni dei Saraceni, che devastarono gran parte del Lazio meridionale, cioè le antiche province di Marittima e Campagna, la stessa origine generalmente ipotizzata per i vicini paesi di Roccagorga, Roccasecca e Maenza, tutti paesi situati in posizioni montane meglio difendibili rispetto a quella della romana Privernum, situata nella pianura dell'Amaseno. Altri storici tuttavia fanno risalire le origini di Sonnino ad una matrice romana e pre-romana, dato che l'intera zona comunale, anticamente abitata da Volsci, fu successivamente romanizzata ed intensamente abitata, come testimoniano numerosi ritrovamenti, suggerendo una continuità anche nel corso del primo medioevo.
A suggerire questa ipotesi romano-volsca, anche alcuni toponimi italici, tra i quali ha destato particolare interesse quello della antica via "Volosca" (o Velosca), la più antica e principale via di accesso al paese (sebbene oggi di importanza del tutto secondaria), che potrebbe ricondursi direttamente ad un intervento ad opera dei Volsci (col significato quindi di "Strada fatta dai Volsci"), oppure potrebbe indicare l'esistenza di un altro centro volsco scomparso, situato alle pendici pontine dei monti Ausoni, ugualmente abbandonato nel primo medioevo ma ben distinto da Privernum, e probabilmente chiamato con un etnonimo volsco. In questo senso la "Civitas Volosca", o città Volsca, indicherebbe l'abitato antico in pianura, mentre il "Vicus Somninum", o villaggio sulla sommità, il nuovo centro di montagna.
In ogni caso è accettato che i primi abitanti di Sonnino possano aver avuto origini (urbane, e forse etniche) variegate tra le quali si ipotizzano anche contributi greci e bizantini, e vi è generale accordo sul fatto che l'origine dell'abitato moderno sia da riferire al processo di incastellamento avutosi nell'Alto Medioevo, in un luogo che inizialmente poteva essere stato solamente prescelto perché poco accessibile e invisibile da quasi tutte le direzioni, dove riparavano uomini e bestiame per meglio difendersi in caso di assalti. Il rifugio, questa infatti era la sua principale funzione, rivelatosi una salvezza per tanta gente e dalle scorrerie e dal clima insalubre della palude pontina, si sarebbe progressivamente ampliato e costituito in castello.

### Epoca medioevale
Di origine medievale è l'imponente castello con la grande torre cilindrica adagiato sul Colle Sant'Angelo, costruito verso il secolo IX dalla famiglia De Sompnino che prese il nome dal castello e furono i primi signori di Sonnino. L'11 ottobre 1369 metà del castello venne acquistata per 2000 fiorini da Onorato I Caetani, che ne divenne anche "Dominus" (signore). Nel 1423 viene confermato lo statuto comunale, lo Statutum Castri Sopnini, un codice di 58 articoli sia di diritto civile che penale, tra il Conte di Fondi e la Comunità di Sonnino.
Successivamente il castello fu abitato fino al 1496 dai Caetani d'Aragona, sotto il papato di Alessandro VI divenne possesso di Rodrigo Borgia e alla morte del papa (1503), il feudo passò alla famiglia Colonna, che ne mantennero il dominio quasi ininterrottamente sino al 1816, anno della loro rinuncia ai diritti feudali sul territorio.
Con bolla del 13 gennaio 1596, Papa Clemente VIII erige a principato la terra di Sonnino. Altri signori che vi abitarono per brevi periodi furono i Borgia e i Carafa. Gli ultimi proprietari sono stati gli Antonelli e i Talani che ora lo hanno chiuso. L'antico statuto comunale, risalente al XIII secolo, è conservato nell'archivio di Stato di Roma. Durante la breve Repubblica Romana (1798-1799) fece parte del Dipartimento del Circeo, distretto di Sezze, cantone di Piperno sotto la guida degli Edili aggiunti Giuseppe Mancini e Lorenzo Musilli, come definito il 26 fiorile anno VI. Dal 1810 al 1815, passò al dipartimento di Roma, circondario di Tivoli, cantone di Piperno.

### Epoca moderna
Con la Restaurazione e la riforma del 1816 Sonnino tornò luogo baronale appartenente ai Colonna, ma già nel 1817 divenne podesteria nell'ambito della delegazione di Frosinone, governo distrettuale di Terracina. Nel riparto territoriale del 1827 Sonnino compare come podesteria dipendente da Piperno, mentre in quello del 1831 risulta comunità soggetta ad un commissario straordinario nell'ambito del distretto di Pontecorvo.

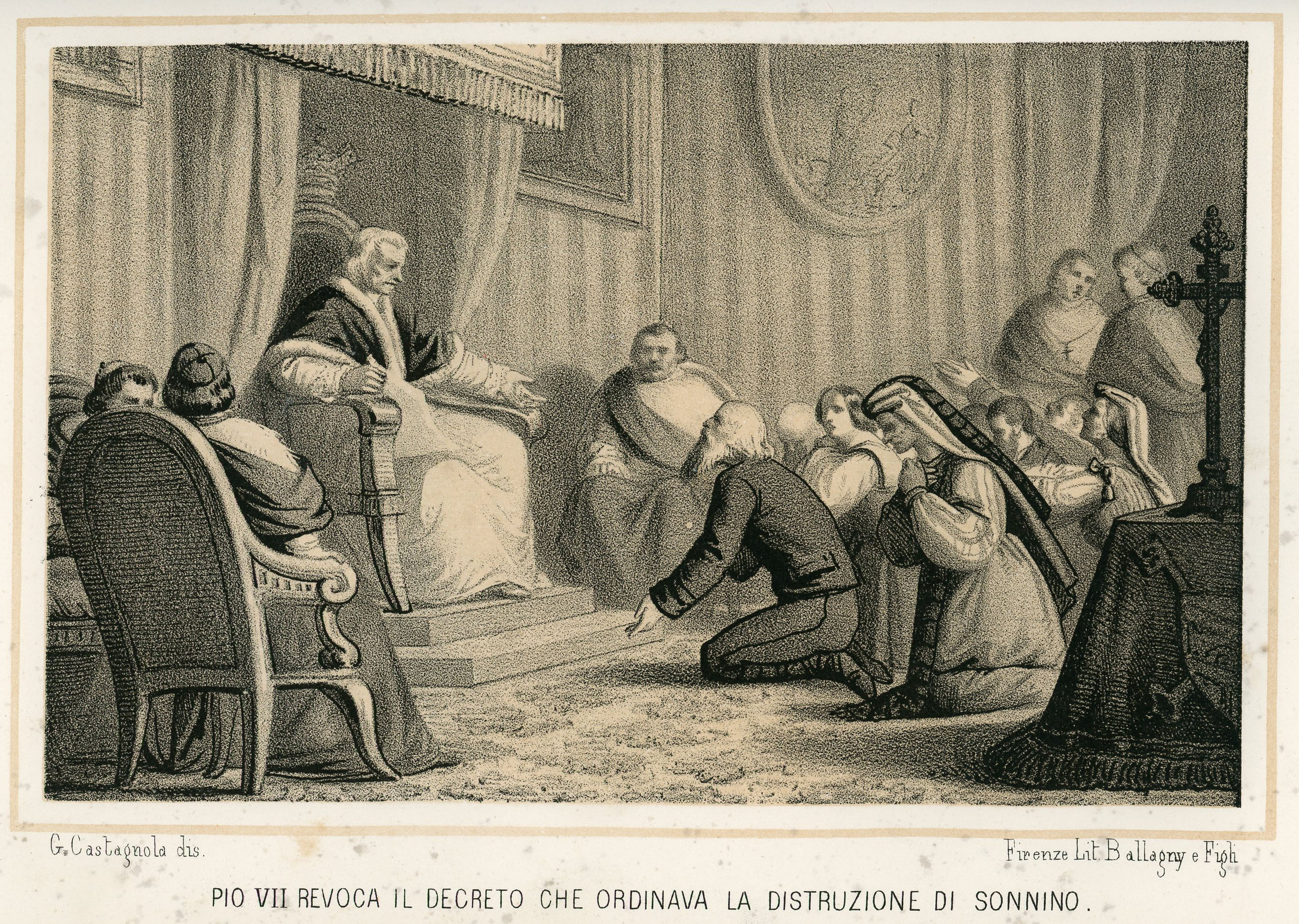
Pio VII revoca il decreto che ordinava la distruzione di Sonnino.

Con l'Editto del 17 luglio 1819 emanato dal Cardinale Segretario di Stato Ercole Consalvi, Pio VII ordina la distruzione del paese e la rimozione forzata della popolazione da Sonnino per risolvere il problema dei briganti che infestavano la zona: era infatti ricercato il capo-brigante Antonio Gasbarrone, insieme alla sua banda e grazie all'opera di Gaspare del Bufalo non venne dato seguito all'Editto.
Rimase fino al 1870 nello Stato Pontificio all'interno della provincia di Campagna e Marittima, al confine col Regno delle due Sicilie. Dopo l'annessione al Regno d'Italia, il Comune entrò a far parte della provincia di Roma per passare poi, nel 1934, alla neoistituita provincia di Littoria, e dal 1945 alla provincia di Latina.

### Simboli

Gonfalone del comune di Sonnino.

Lo stemma è stato riconosciuto con decreto del Capo del Governo (DCG) del 26 settembre 1929 e si compone della corona muraria che sormonta uno scudo all'interno del quale è raffigurata un'aquila con corona ad ali spiegate che abbraccia una colonna, con sottostante un ramo di alloro e di quercia legati insieme da un nastro tricolore. Il profilo araldico recita: «Di rosso, all'aquila spiegata di nero, coronata d'oro, alla colonna d'argento, posta in banda, attraversante. Ornamenti esteriori da Comune».
Il gonfalone, concesso con regio decreto del 4 agosto 1933, è un drappo di azzurro.

## Monumenti e luoghi d'interesse

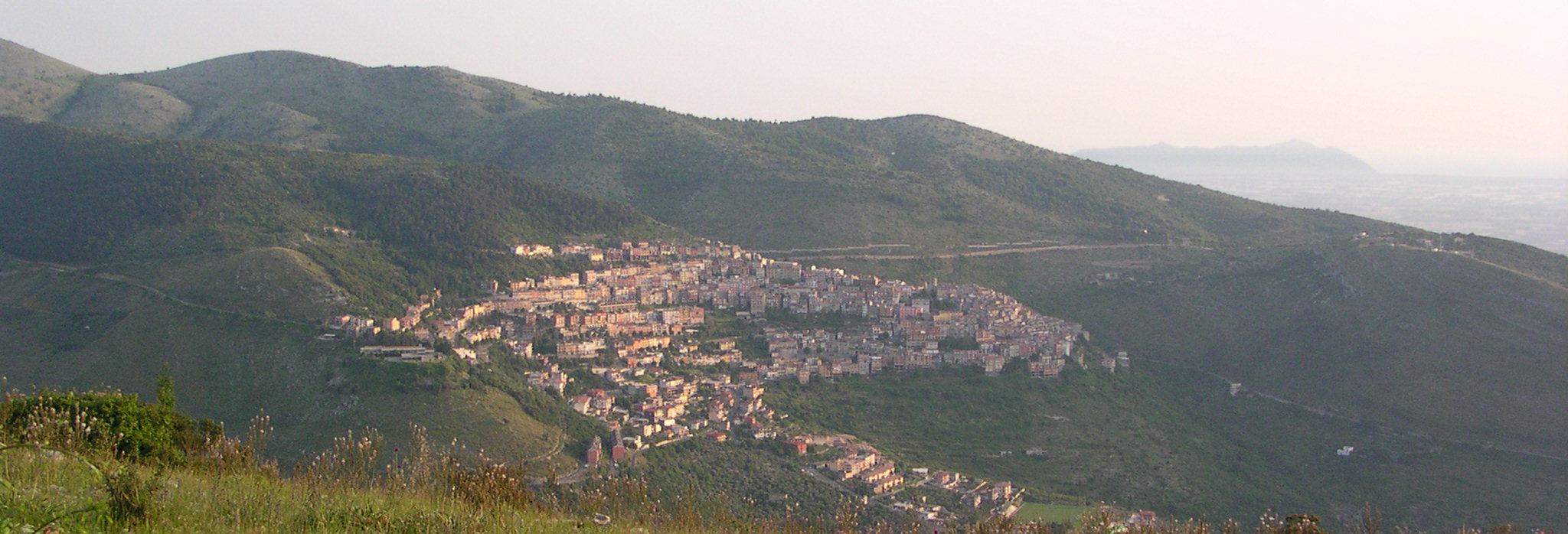
Sonnino visto da Roccasecca dei Volsci

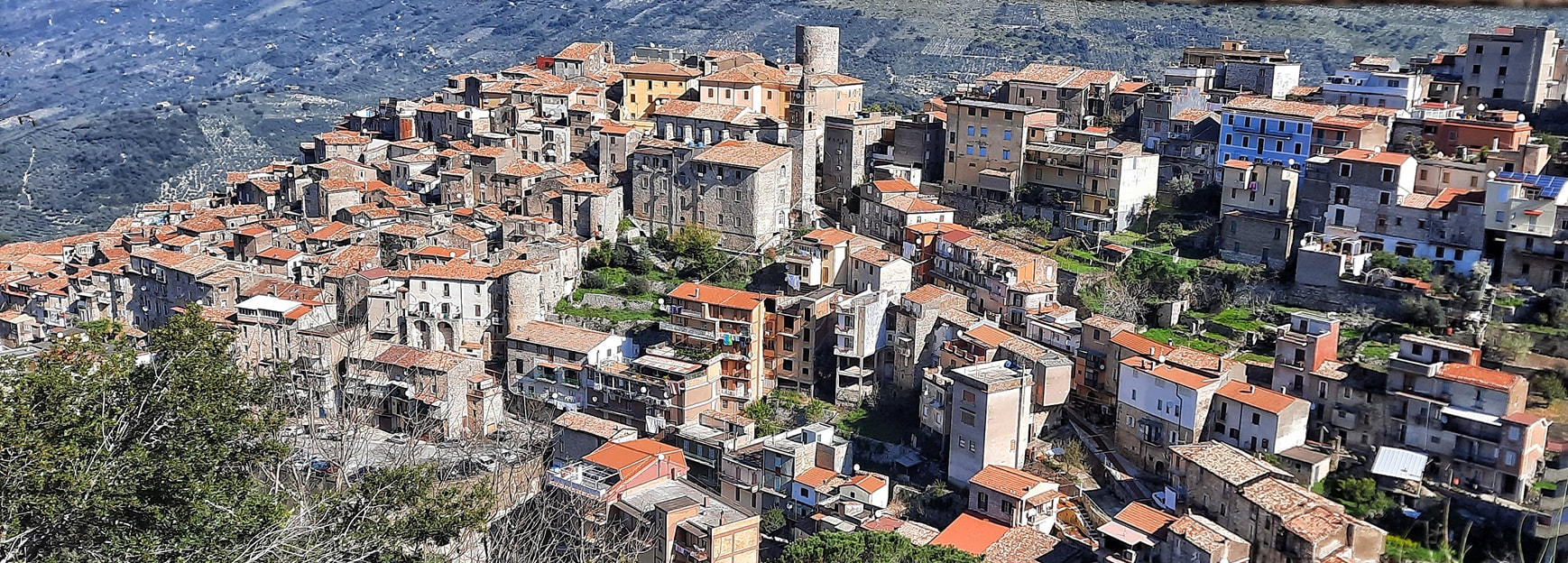
Sonnino visto da Monte della Pietà.

### Architetture religiose
- Chiesa di San Michele arcangelo, comunemente detta di Sant'Angelo (1210), santuario minore, nel 1798 ospitò il Tribunale militare delle truppe francesi occupanti;[29]
- Chiesa Collegiata di San Giovanni Battista (1200 circa), elevata a Collegiata e riconsacrata nel 1604;
- Chiesa di San Francesco (1300 circa), ampliata nel 1604;[29]
- Chiesa di San Pietro (1867), ricostruita sopra l'antica chiesa risalente al XIV sec;[30]
- Chiesa della Divina Maternità di Maria (1938), in località Frasso;
- Ex chiesa di San Marco (XV secolo), restaurata nel 1728, ora usata come Auditorium comunale;
- Chiesa della Madonna Santissima della Pietà (1595), situata sull'antica Via Volosca, all'interno è possibile vedere un affresco raffigurante il «Compianto sul Cristo morto», il luogo è noto anche per la resa del brigante Antonio Gasbarrone avvenuta nel 1825;[31]
- Monastero di Santa Maria delle Canne (VII secolo),[32] crollato il 31 gennaio 2011, ex monastero benedettino,[29] in seguito sede delle Suore Benedettine; in epoca più recente fu sede dei Missionari del Preziosissimo Sangue, grazie all'opera di San Gaspare del Bufalo;[33]
- Cappella della Madonna di Loreto (1606);
- Chiesa di Santa Maria della Misericordia (1200 circa);
- Sacra Icona di Maria Santissima delle Grazie, icona di stile bizantino presente nel santuario minore di San Michele arcangelo in Sonnino, e risalente al XII secolo. La tradizione vuole l'icona dipinta da San Luca, arrivata in seguito alla furia iconoclasta e trovata da un pastore su di un albero.[34]

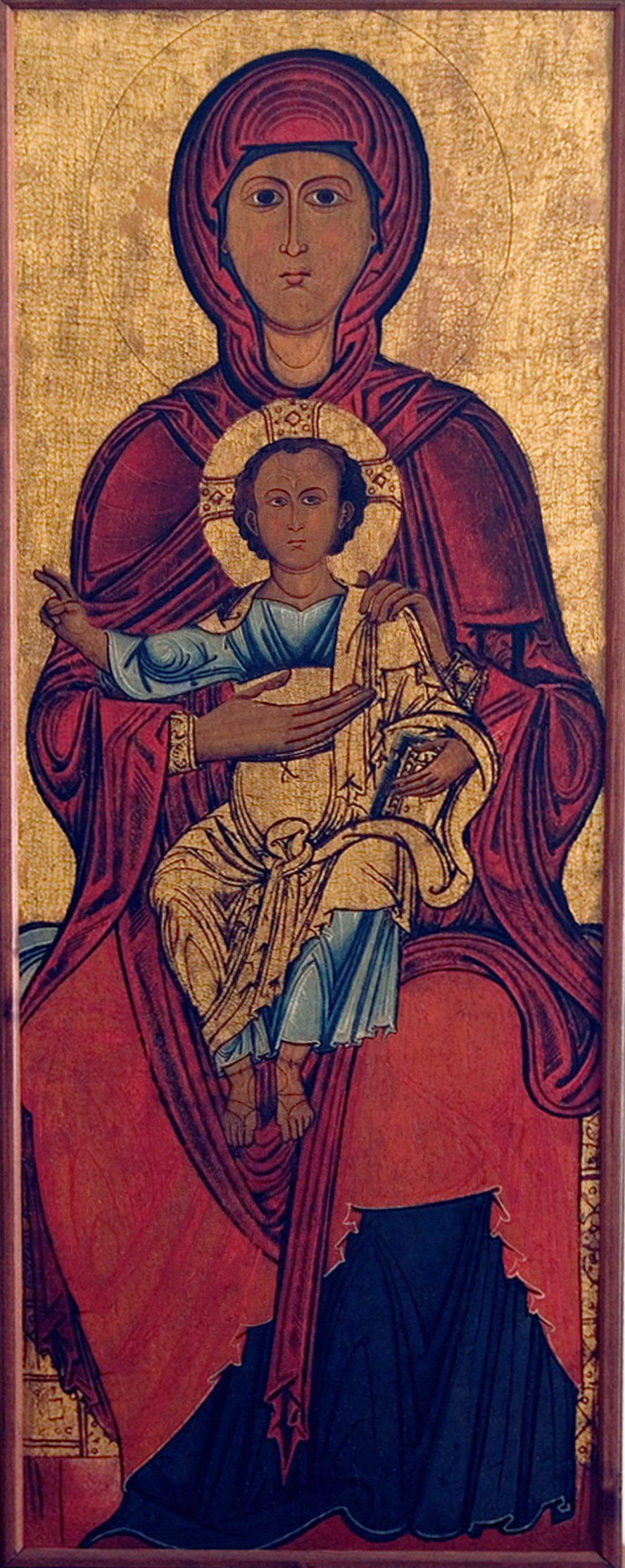
Icona di Maria Santissima delle Grazie, in stile bizantino
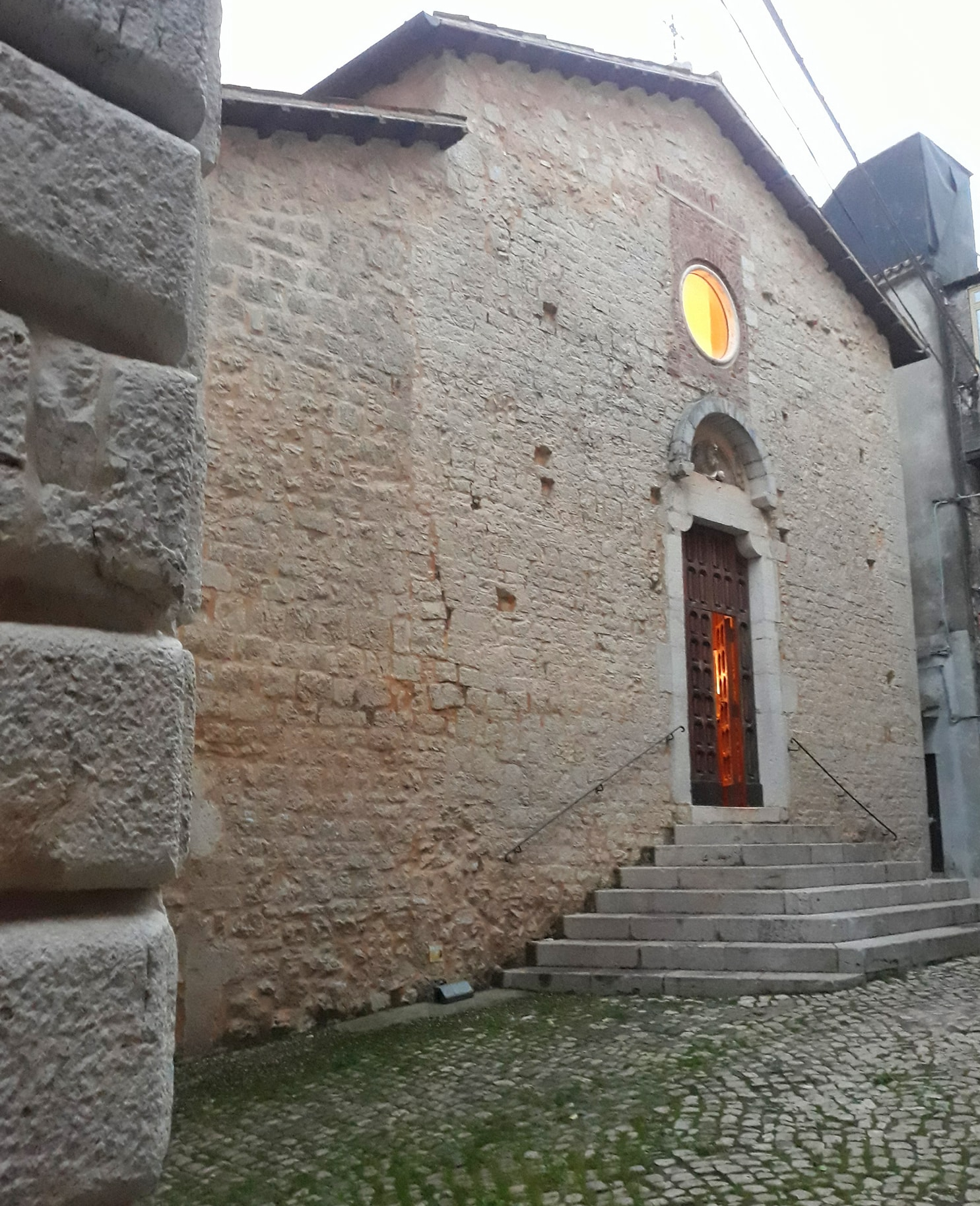
Chiesa di San Michele Arcangelo
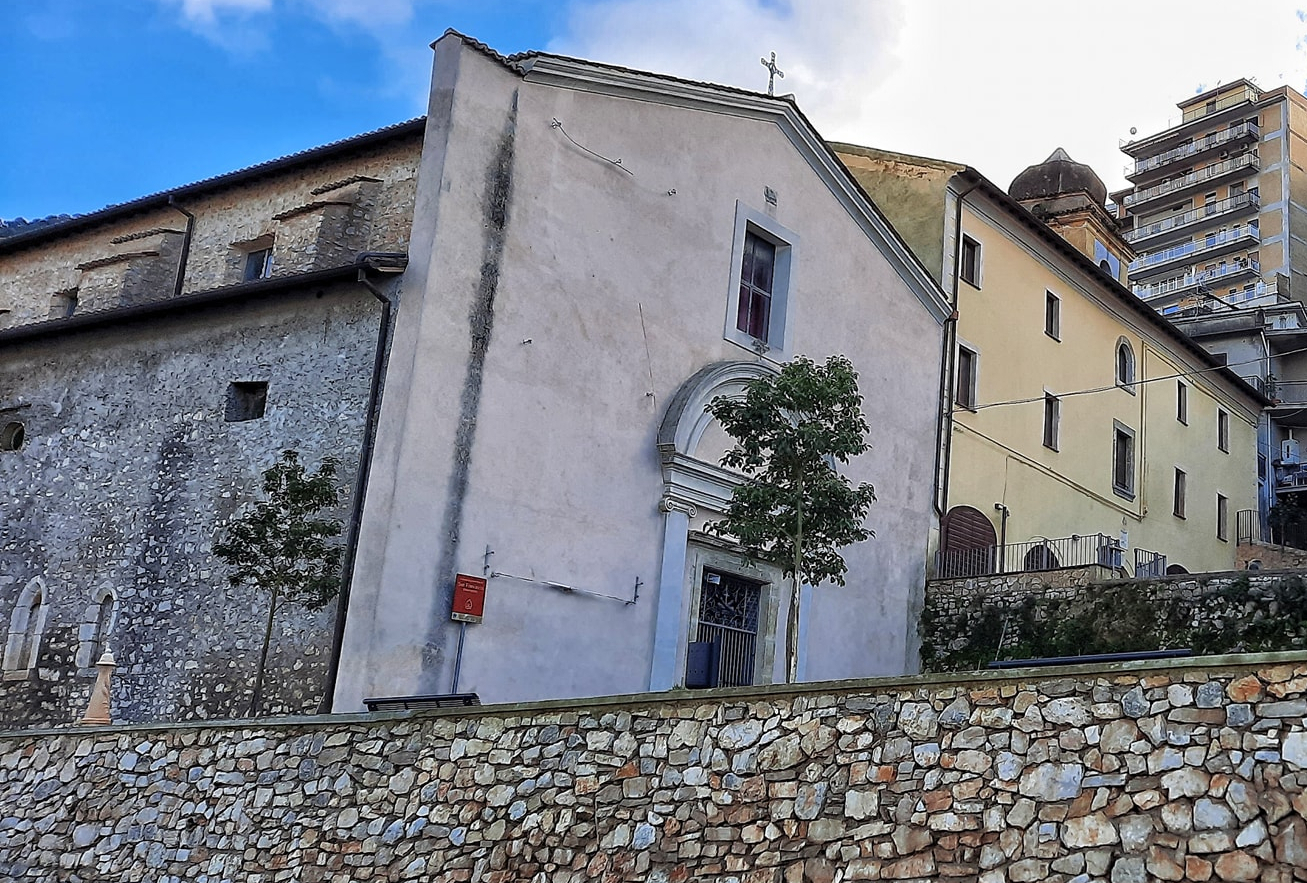
Vista della chiesa di San Francesco con l'ex convento
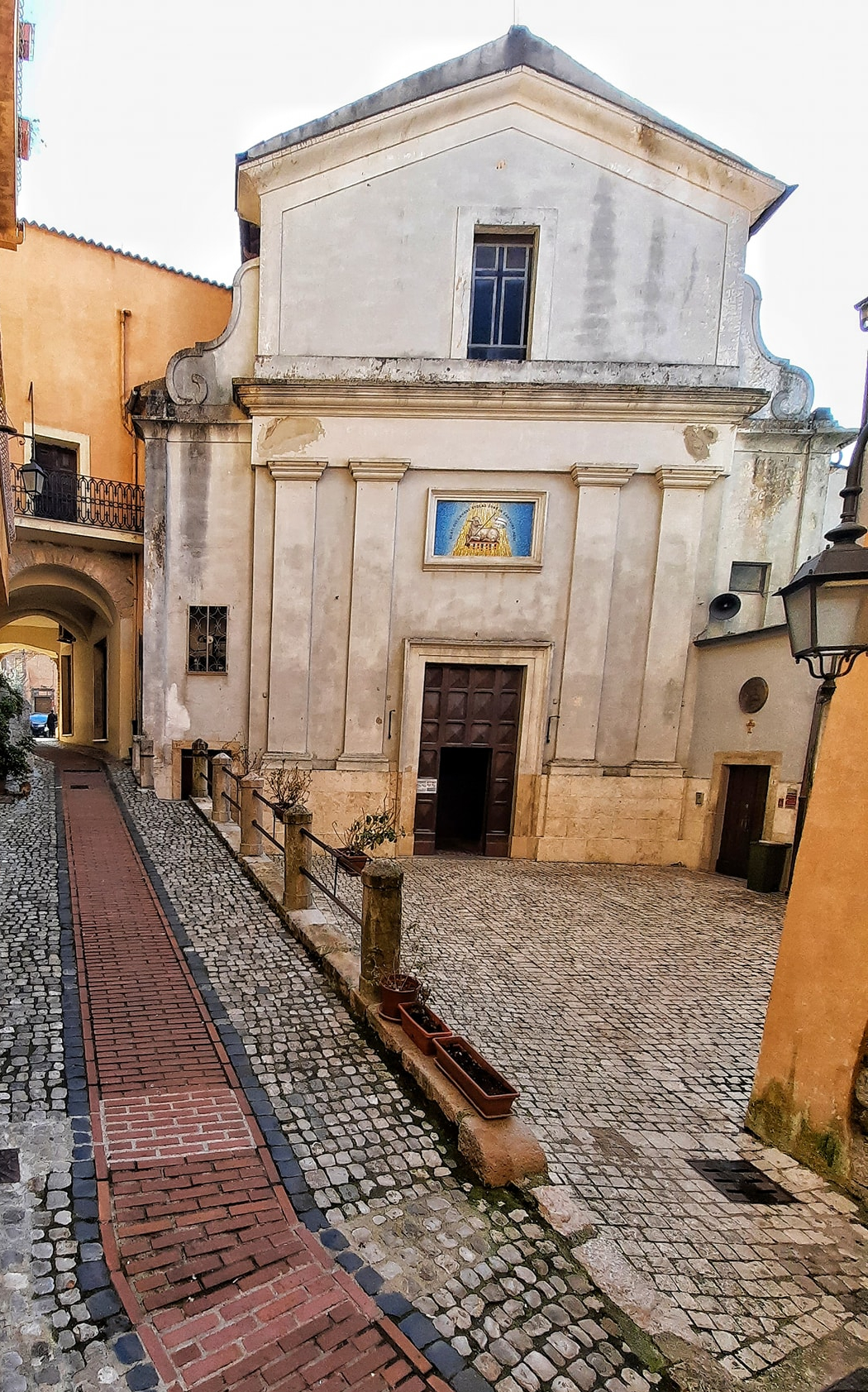
Chiesa di San Pietro
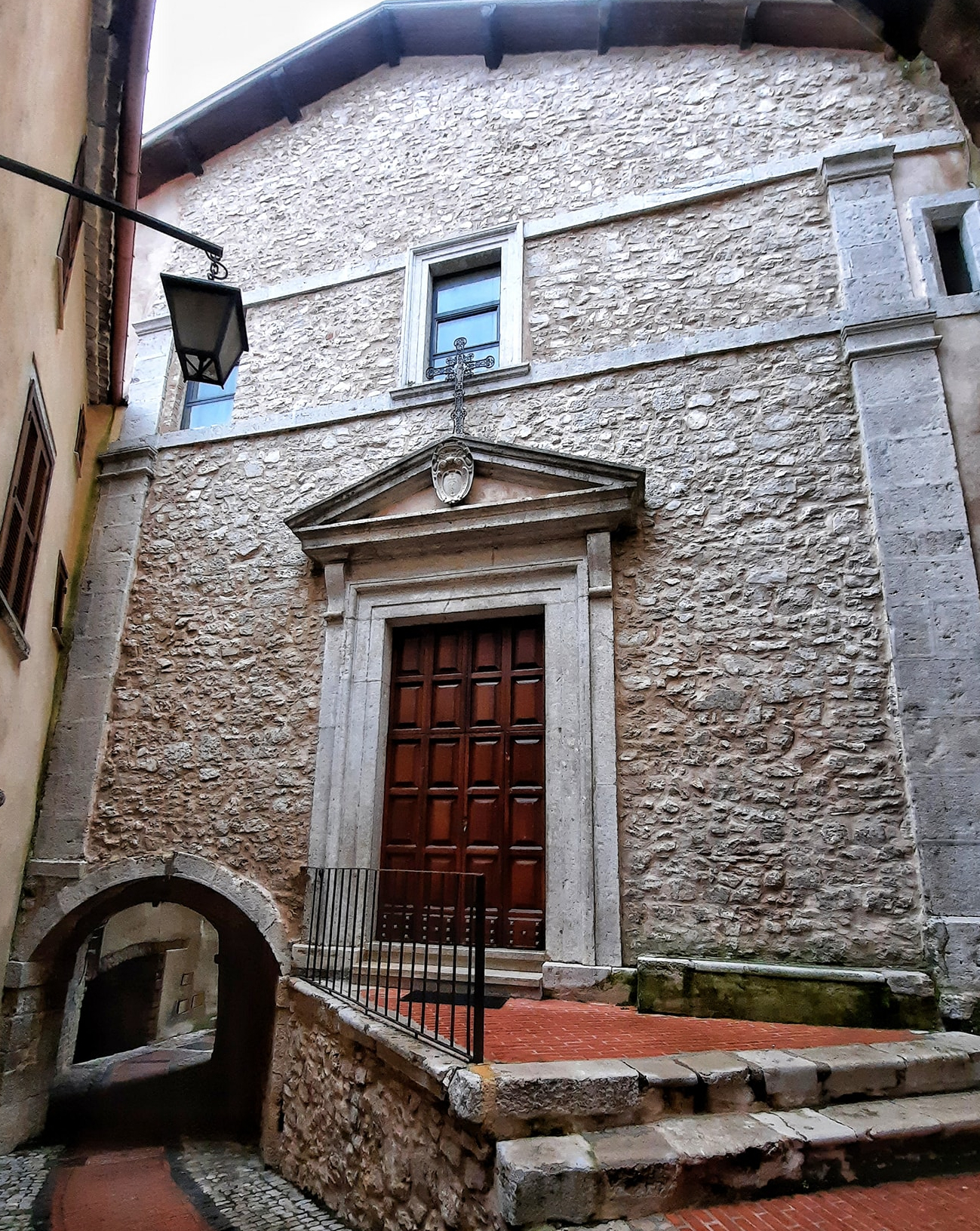
Chiesa di San Giovanni Battista
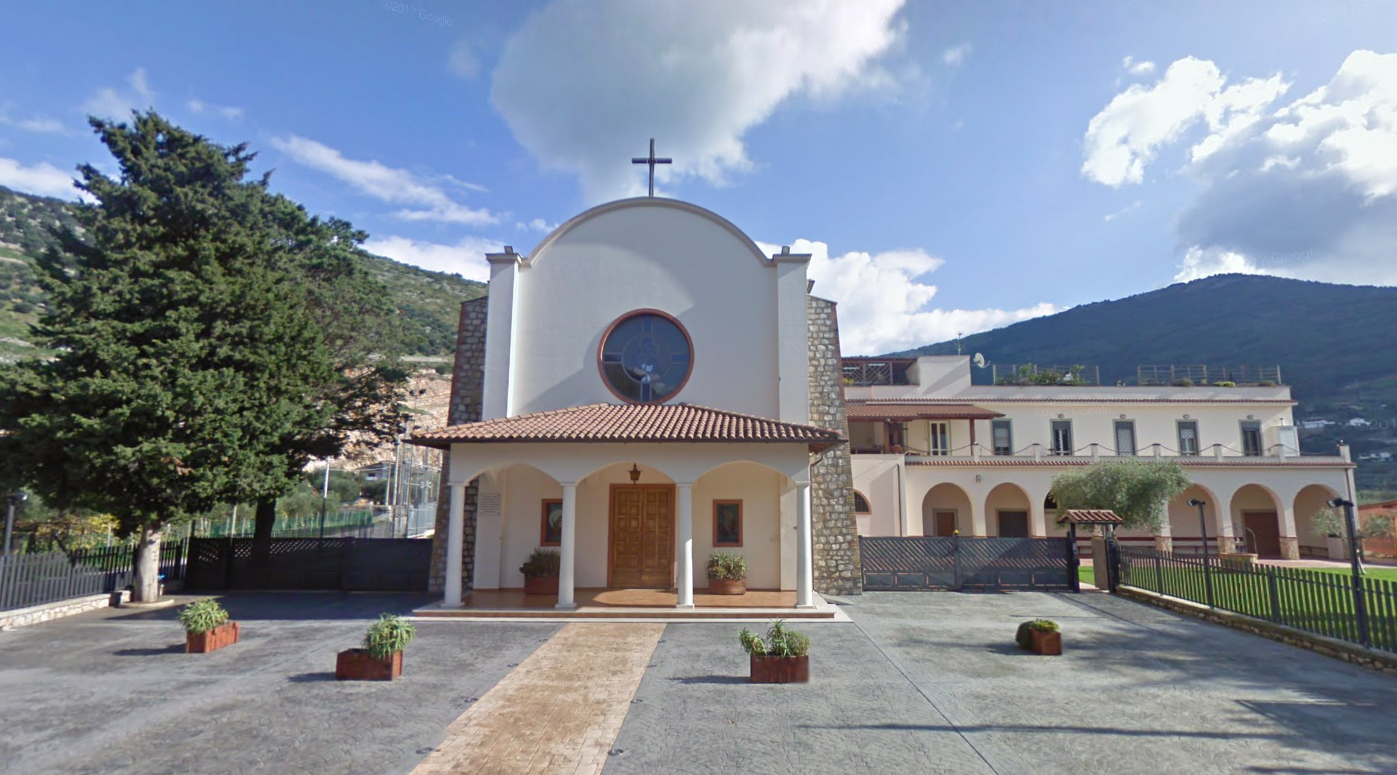
Chiesa della Divina Maternità di Maria, in località Frasso
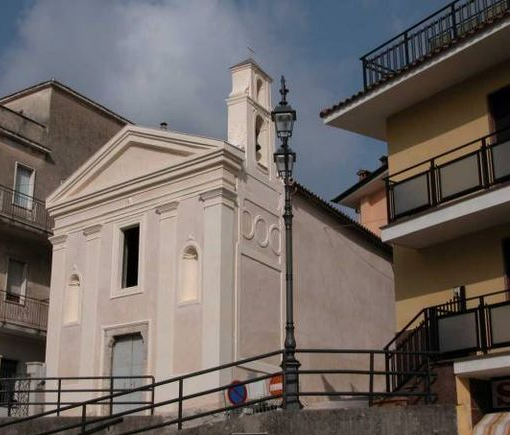
Auditorium comunale (ex chiesa di San Marco)
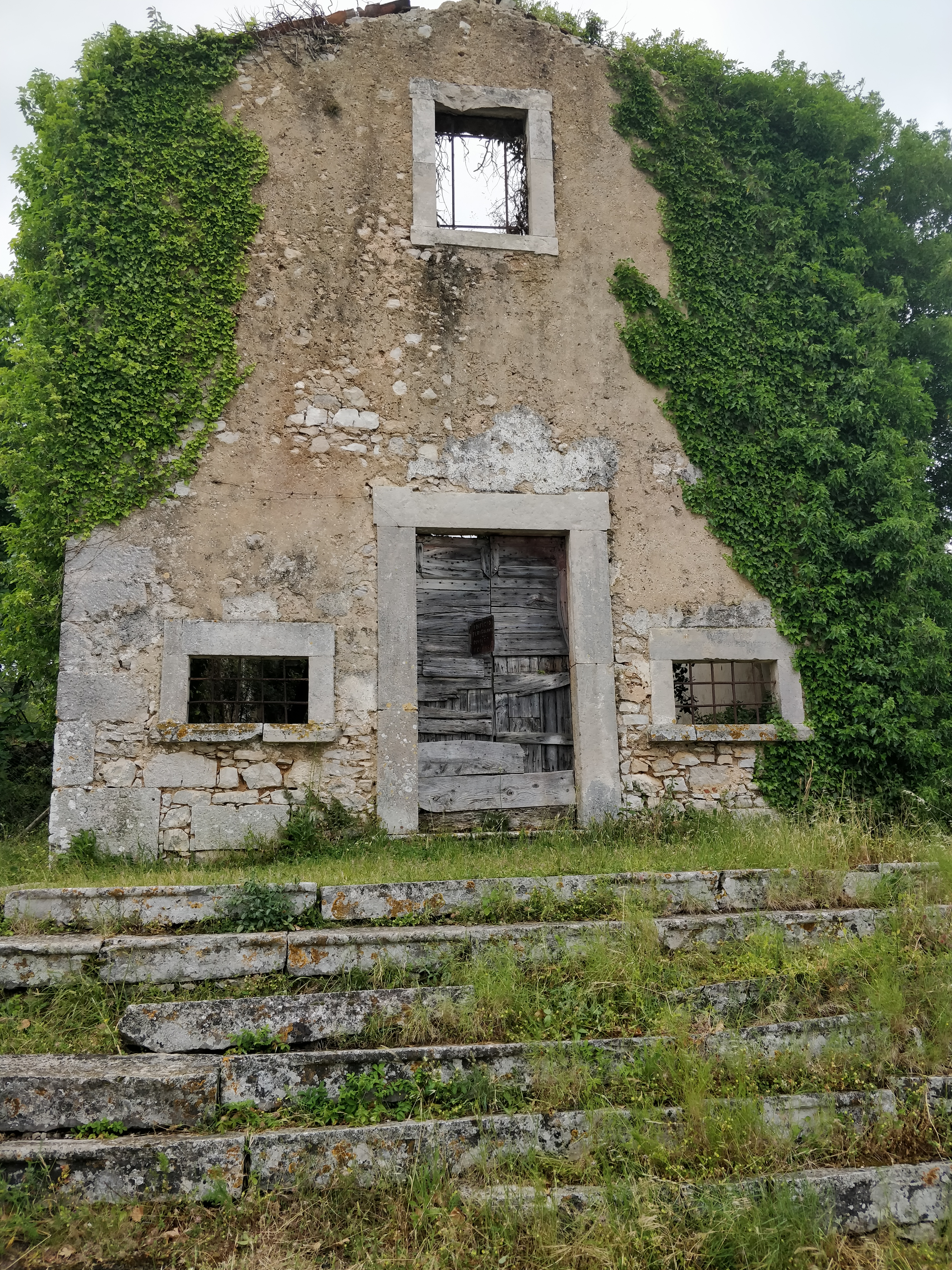
Chiesa della Madonna Santissima della Pietà

### Architetture civili

#### Porte
In antichità erano presenti cinque porte di accesso:
- Porta San Pietro, la porta principale, a cui si arrivava dall'antica Via Volosca, una mulattiera a gradini in pietra;
- Porta Riore (o dei Priori, già Porta San Lorenzo),[29] sostituisce la Porta San Pietro come accesso principale per la sua vicinanza alla Via Volosca, nel 1819 inizia da qui la distruzione del paese per ordine del papa Pio VII;
- Portella, la porta dei signori del castello;
- Porta San Giovanni;
- Porta di Tocco (dal nome della nobile famiglia Tocco);

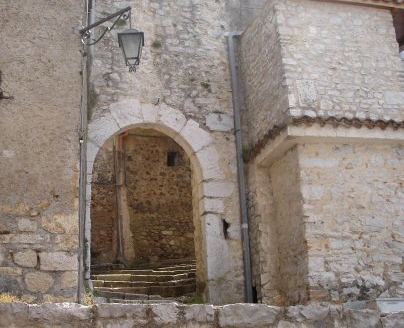
Porta Di Tocco
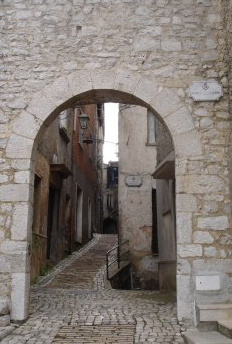
Porta San Giovanni
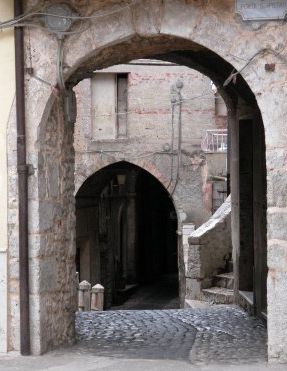
Porta San Pietro
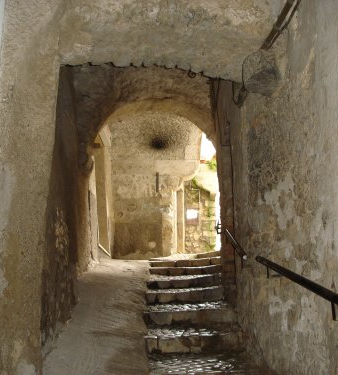
Porta Portella
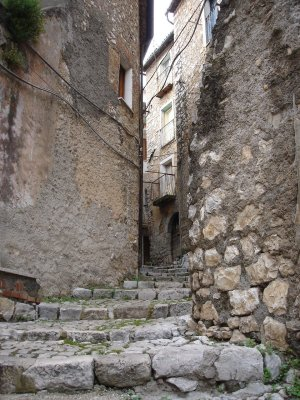
Porta Riore

#### Vicoli

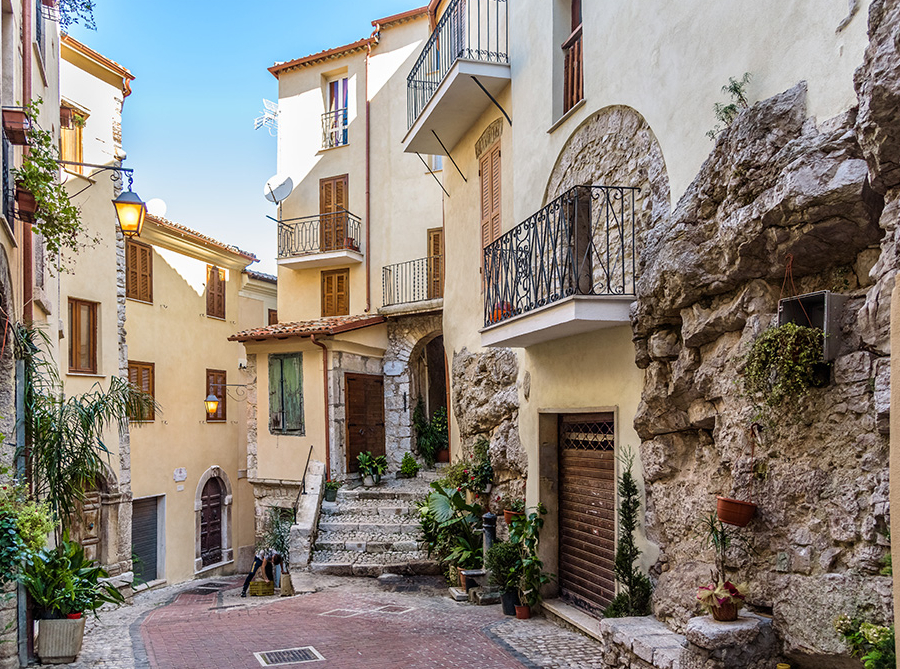
Piazza delle Erbe

Caratterizzano il paese per l'aspetto e la ripidità, prendono il nome dalla famiglia che li abitava o da una loro caratteristica:
- Vicolo Re
- Vicolo Monti
- Vicolo Voli
- Vicolo Santa Rosalia
- Vicolo dell'arco
- Vicolo del forno
- Vicolo Scuole Pie
- Vicolo Macerola (ex Vicolo Grenga)
- Vicolo Bono
- Vicolo Doralice (ex Vicolo San Giovanni)
- Vicolo corto
- Vicolo del piacere
- Vicolo Romanello
- Vicolo Menichelli
- Vicolo Enrico Toti (ex Vicolo Talani)

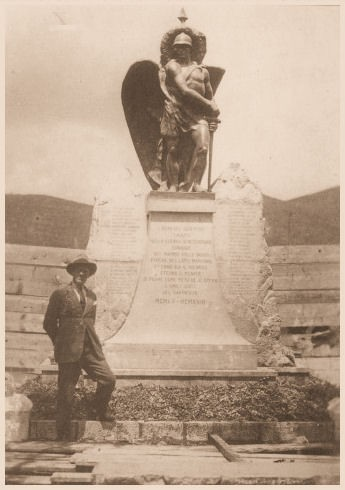
Monumento ai caduti, ancora in costruzione.

I vicoli completavano il quadro della viabilità del nucleo medievale insieme a Via Arringo, all'attuale Via isola castello, all'attuale Via Vittorio Emanuele II (in origine Via di mezzo) e all'attuale Via Giacomo Antonelli (in origine Via del municipio).

#### Rifugi
- Rifugio Jo Caturo: 41°24′33″N 13°18′05″E
- Rifugio la Cona: 41°24′07.15″N 13°15′20.55″E
- Rifugio Gasbarrone: 41°23′46.15″N 13°15′14.13″E

Ponte del diavolo

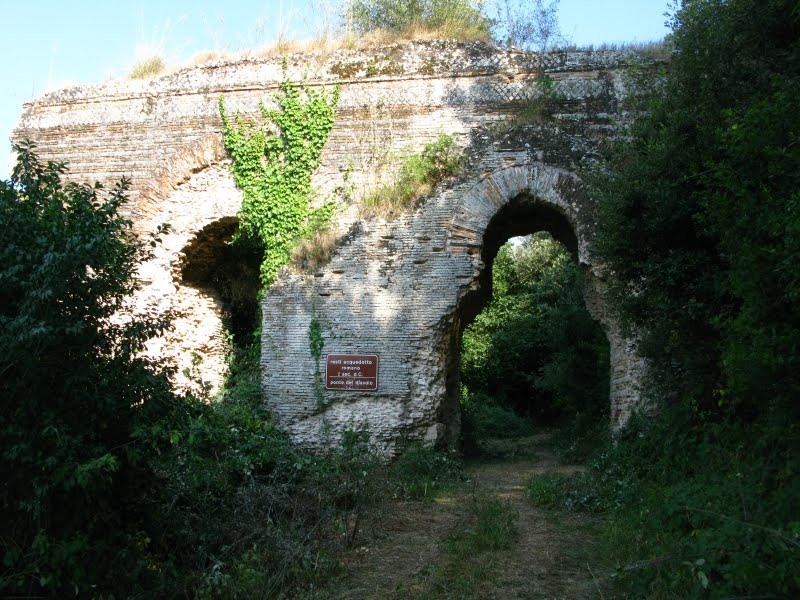
Ponte del Diavolo, Acquedotto di Terracina (LT) - II sec. d.C.

Risale al II secolo d.C., in realtà è un'arcata dell'antico acquedotto romano voluto dagli imperatori Adriano ed Antonino Pio che collegava Amaseno (FR) a Terracina (LT) e lungo 54 km. Prese questo nome durante il periodo del Medioevo in seguito alla nascita di numerose leggende.
Monumento ai caduti in guerra
Il monumento fu costruito nei primi anni '20 per i Caduti della prima guerra mondiale. Fu commissionato dal Comune di Sonnino allo scultore Ernesto Costantini di Ariccia. Realizzato in bronzo, rappresenta un giovane soldato, in particolare un fante, a dorso nudo nell'intento di impugnare la spada a difesa.

### Architetture militari
Castello

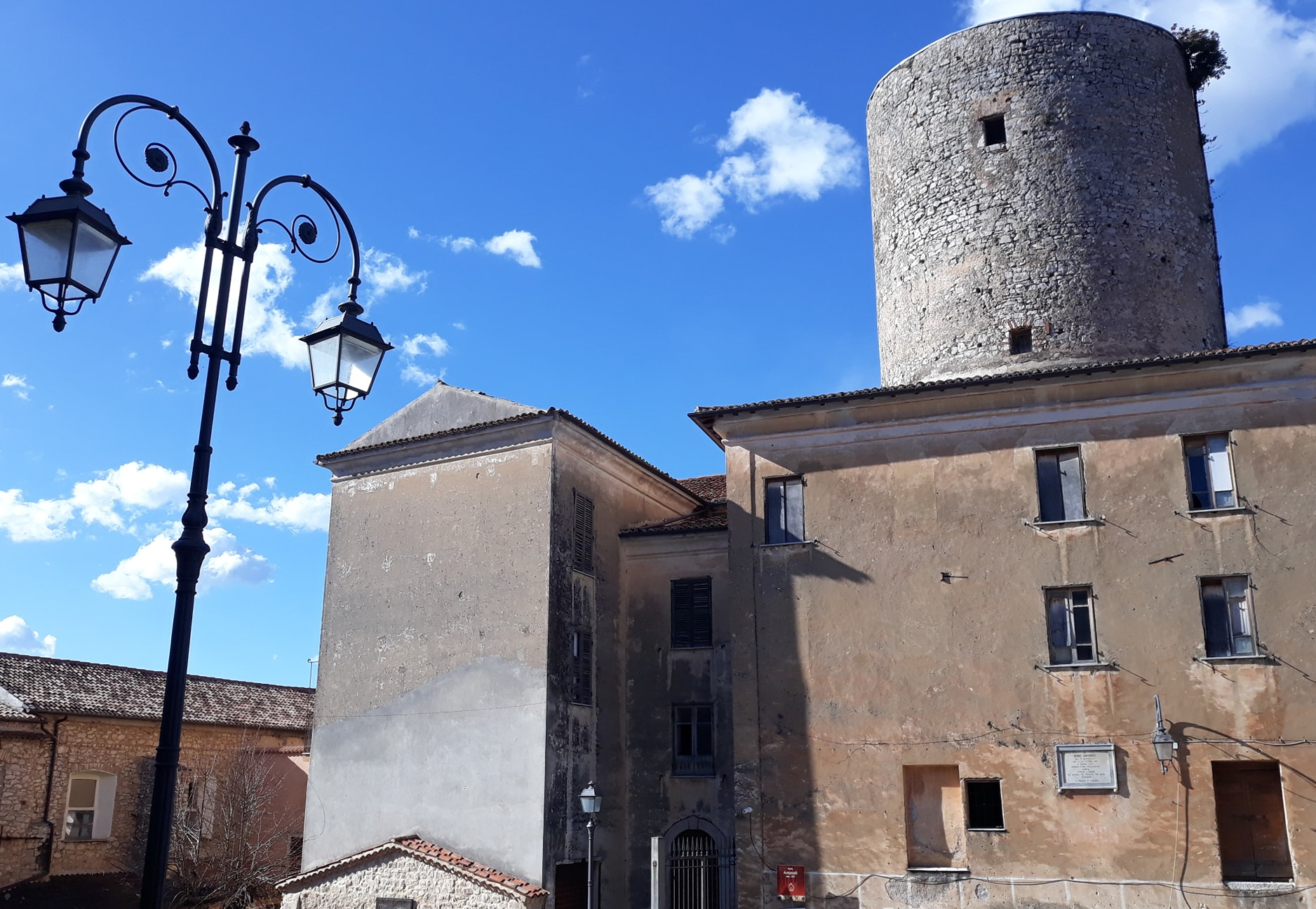
Vista del castello e della torre da Piazza Garibaldi.

Risale al IX secolo e fu fatto costruire dai signori "De Sompnino", situato sul colle Sant’Angelo, ricoprì la funzione di fortificazione insieme alle mura perimetrali alla torre di forma cilindrica. L'edificio conta tre piani: al primo piano c'erano i forni per il pane e le cisterne, che servivano ad assicurare la sopravvivenza in caso di assedio; al secondo piano, c'erano le camere ed altre stanze affrescate, tra cui quella del cardinale Giacomo Antonelli. Di fronte al castello vi erano i locali delle prigioni, attigue alle Scale di corte.
La struttura originaria è andata in gran parte distrutta, così come la merlatura della torre. La struttura è collegata a due porte del paese, l’ingresso principale del castello era rivolto verso l'odierna Piazza Garibaldi (la "Portella"), procedendo verso la chiesa di Sant’Angelo, ancora oggi si possono osservare gli “anconi” di pietra che testimoniano la posizione della porta di accesso. Tra il 1440 ed il 1500 il paese si espande, completando la costruzione delle mura di cinta intervallate dalle torrette di avvistamento ancora oggi presenti. Nel 1850 il palazzo passa di proprietà dai principi Colonna ai conti Antonelli, fino al 1916 quando fu acquistato dai fratelli Talani.
Torretta della Fontanella

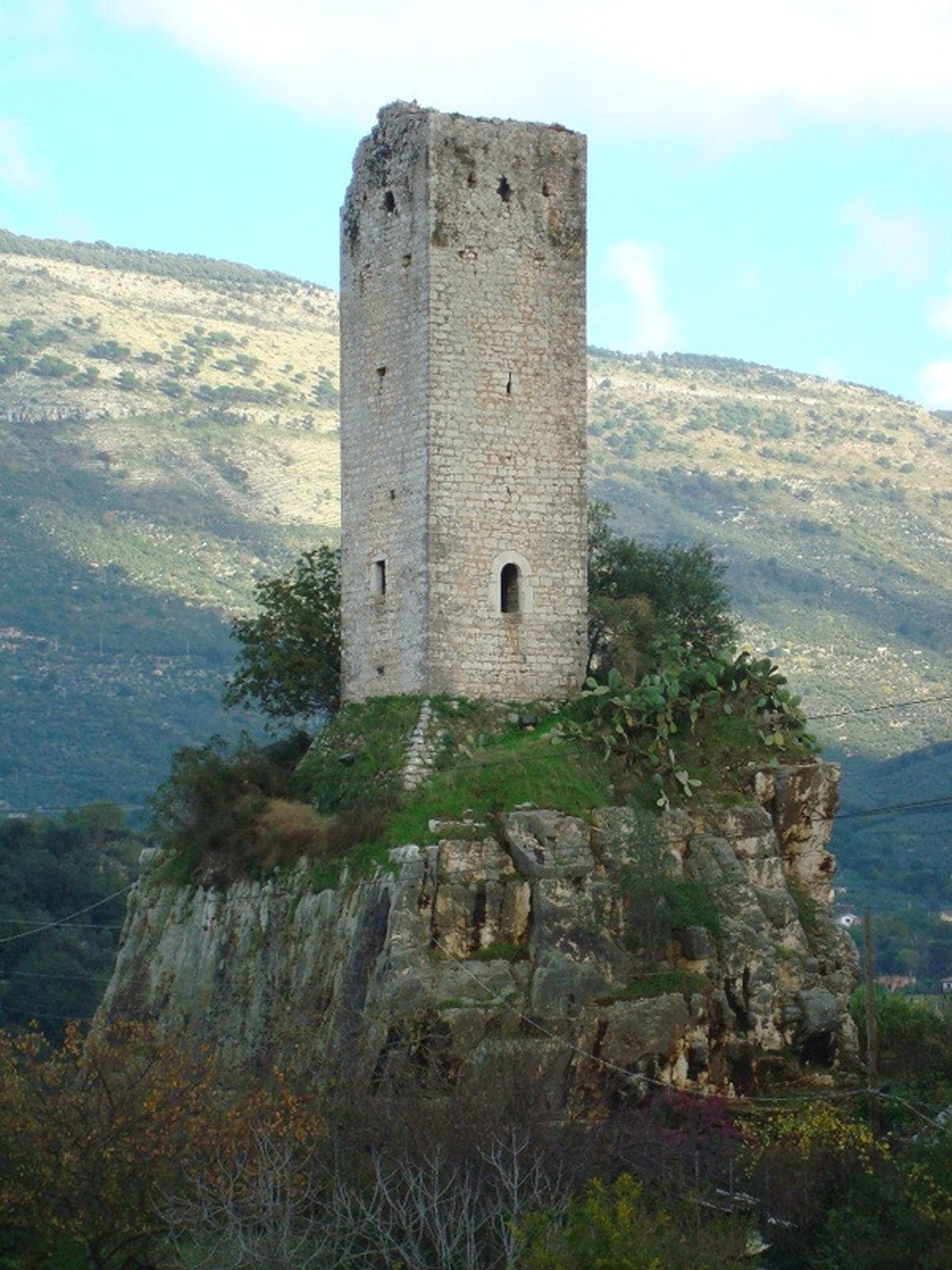
Torretta della Fontanella, di periodo medievale.

In origine Torre di Morgazzano: all’inizio del XII-XIII secolo,  vennero erette torri per il controllo del territorio della Valle dell’Amaseno. Crudeli furono le incursioni dell’esercito papale all’inizio del XII secolo; non meno devastanti furono le scorrerie dei briganti. La torre aveva il controllo della via pedemontana che collegava Priverno con Terracina.

### Aree naturali
Polla di Bagnoli
Luogo citato da Giuseppe Marocco, il Bagnolo, e da Gaetano Moroni, Bagnuolo, dove si recavano le donne per lavare i panni. 41.435623°N 13.21391°E
Monumento naturale Campo Soriano
Il Monumento si trova al confine tra le città di Terracina e Sonnino. È caratterizzato da un altopiano di tipo carsico di 974 ettari circa, dove possiamo trovare imponenti monoliti calcarei dai pinnacoli molto alti come l'imponente «Rave di San Domenico». È situato tra Monte Romano e Monte Cavallo Bianco. È entrato a far parte del Parco naturale regionale monti Ausoni e lago di Fondi nel 2008. Questa zona è stata sfruttata in maniera particolare nelle coltivazioni a vigneto (Moscato di Terracina e Cesanese). 41.356797°N 13.245055°E
Calanche di San Nicola
Situate ai piedi di Monte delle Fate, nascono come fenomeno carsico e prendono il nome da una chiesa dedicata appunto a San Nicola di cui sono visibili alcuni resti. 41.412271°N 13.289901°E
Il Catauso
Si trova nei pressi del Monte Tavanese, nella zona denominata del «Lagone». Si tratta di una voragine carsica, con un primo salto di circa 25 metri dal fosso principale e, con salti successivi si arriva a 40 metri di profondità dove si notano le stalattiti e stalagmiti presenti. La prima rappresentazione su carta del Catauso risale al 1765, ad opera di G. Astolfi, ma le prime esplorazioni rilevanti si sono avute nei primi anni del Novecento. 41.421176°N 13.251143°E

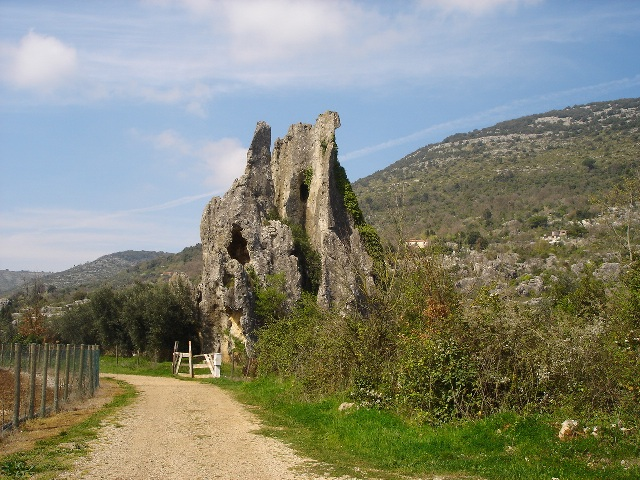
Cattedrale di Campo Soriano
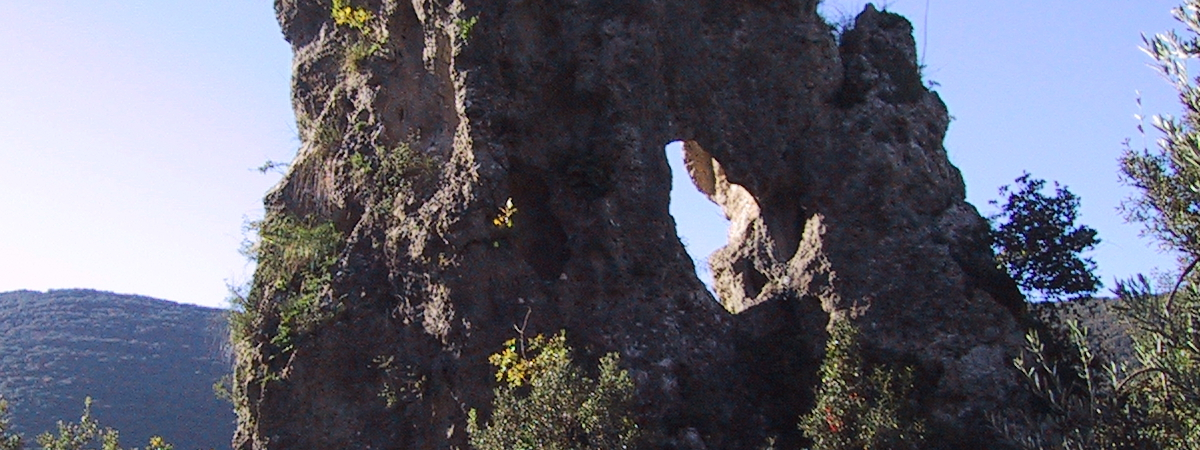
Calanche di San Nicola (particolare)
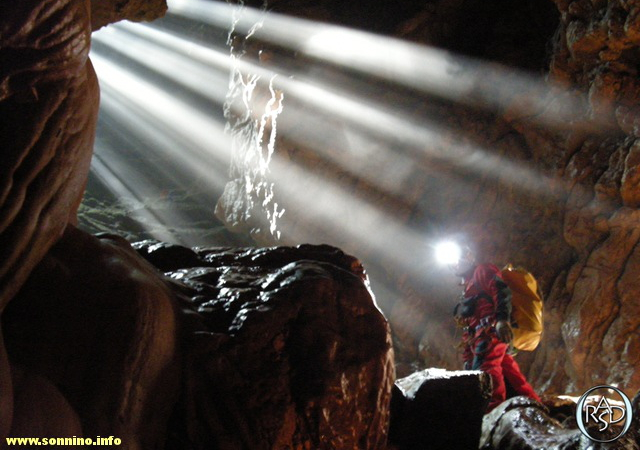
Il Catauso visto dall'interno

## Società

### Evoluzione demografica

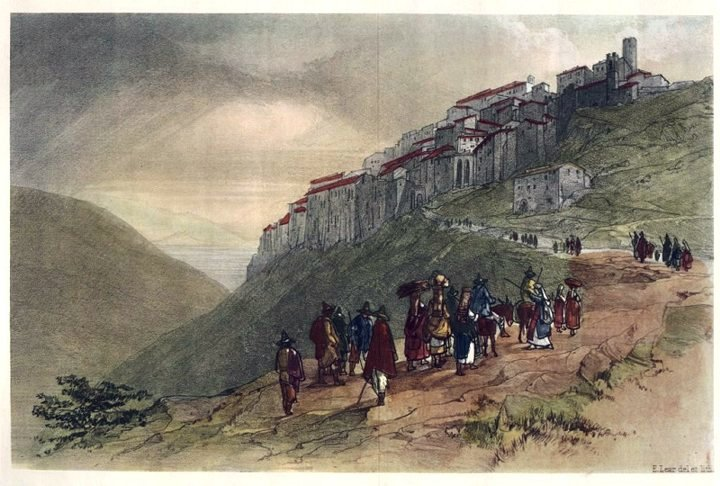
Edward Lear, Veduta di Sonnino.

Nel 1796 il principato di Sonnino, feudo della famiglia Colonna, contava 2 068 persone. Nel 1834 contava duemila e duecento cinquanta abitanti applicati alla coltura delle terre. Il Censimento del 1871 contava 3 386 abitanti
Abitanti censiti

### Etnie e minoranze straniere
Al 31 dicembre 2024, secondo i dati Istat, risultano residenti nel comune 650 cittadini stranieri, pari al 8,75% dei residenti.

## Tradizioni e folclore

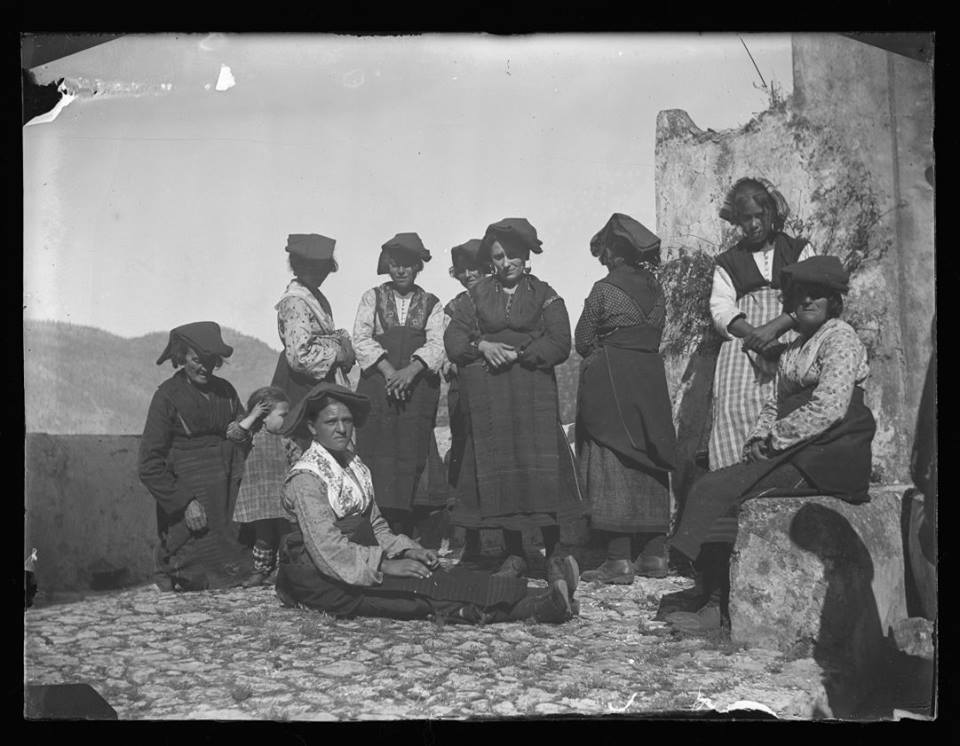
Donne di Sonnino in abito tipico, fotografia di Gabrielle Hébert (1890).

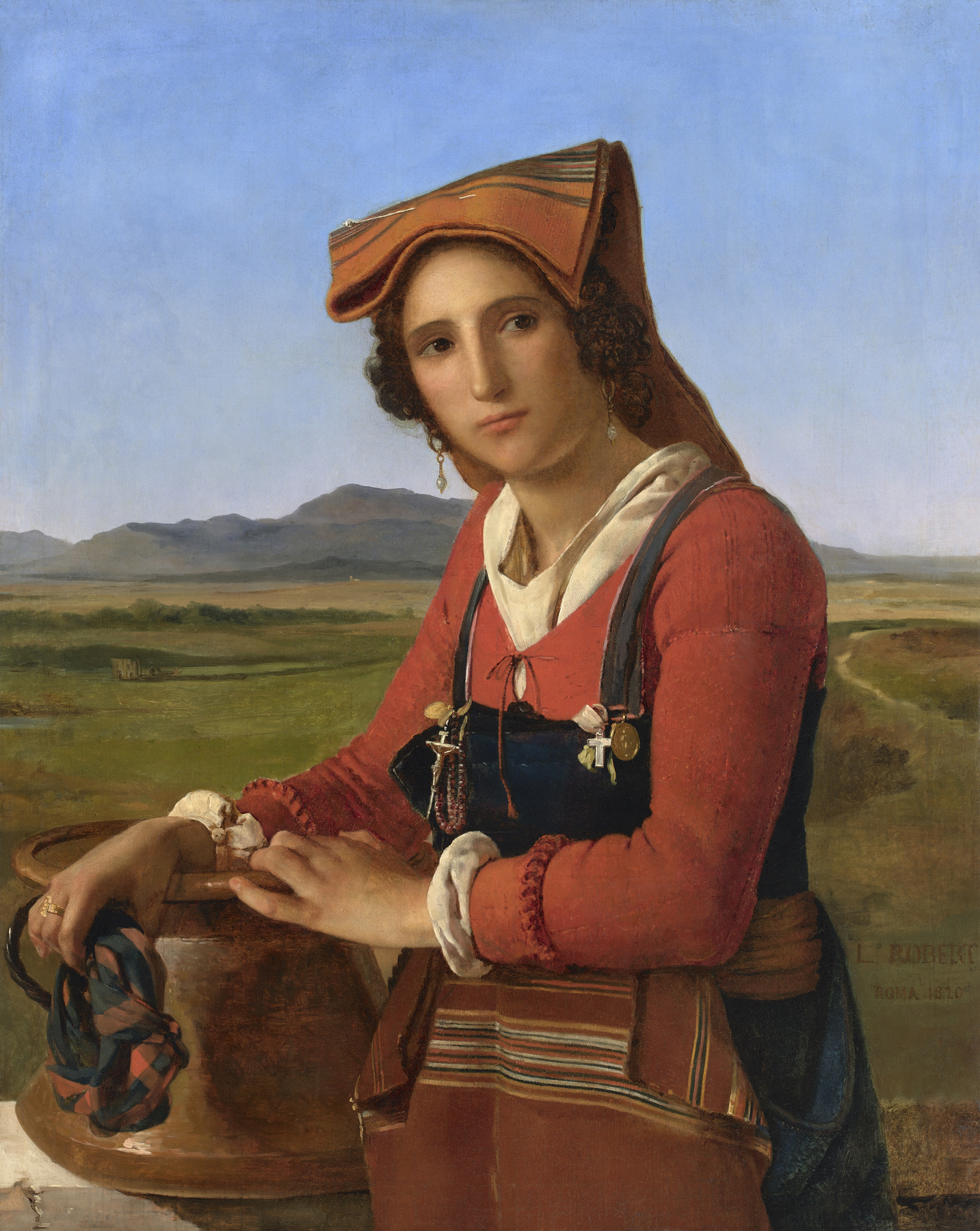
Giovane donna di Sonnino, Louis Léopold Robert (1820).

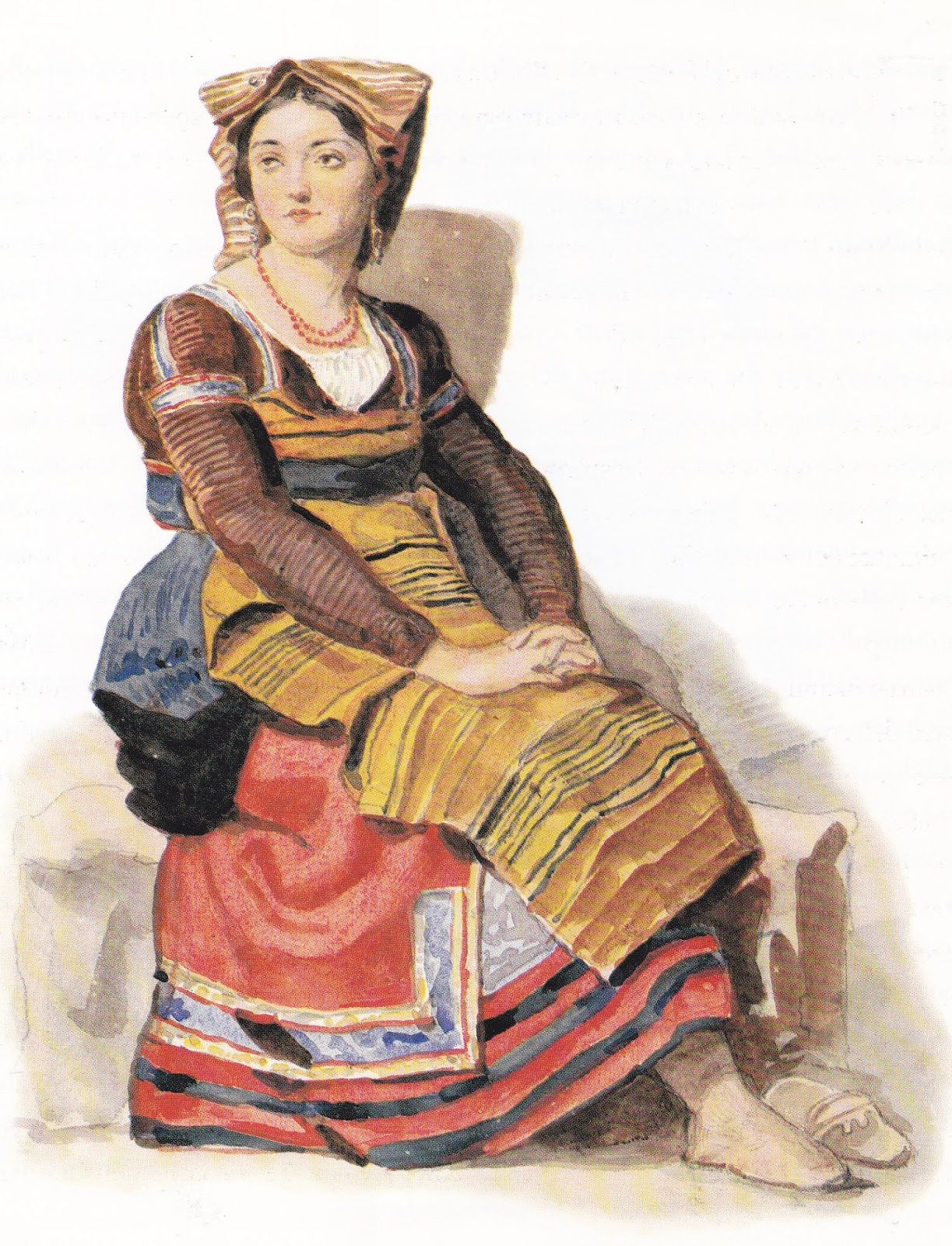
Maria Conti ritratta in costume, Arthur John Strutt, 1848.

- Vigilia dell'Ascensione: la festa de Le Torce,[3][53] si svolge nella sesta domenica dopo Pasqua e rimanda al rito delle rogazioni minori.[54][55]
- Venerdì Santo: Processione del Cristo Morto.
- 25 aprile: Fiera di San Marco; era regolata già nel XIII secolo secondo lo Statuto comunale.[56]
- Ultimo giovedì di agosto: Antica fiera delle merci e del bestiame, meglio nota come Sagra della Capra in località Sonnino Scalo.
- Settennale processione della Madonna delle Grazie.[57]
- Venticinquennale processione e incoronazione della Madonna delle Grazie.[58]

L'abito tipico da donna è chiamato Rotunno: forse di origine saracena, di stoffe di lana pesante, con colori forti, lavorate al telaio. Per l'occasione di festa si aggiungeva una camicetta di broccato o di seta ornata di pizzi. A seconda dell'età poteva essere: verde o celeste per le più giovani, bianco per le donne fidanzate, rosso per le donne sposate, marrone per le vedove.

## Cultura
In letteratura Sonnino viene citato:
- nello Zibaldone di pensieri di Giacomo Leopardi a proposito della distruzione del paese ordinata da Papa Pio VII;[59]
- ne La Messa der Venardí Ssanto da Sonetti romaneschi di Giuseppe Gioachino Belli a proposito della distruzione del paese;[60]

### Istruzione

#### Scuole
- Istituto Comprensivo "Leonardo Da Vinci" Sonnino e Roccasecca Dei Volsci, Scuola dell'infanzia, primaria e secondaria di primo grado.[61][62]

#### Musei
- Museo delle terre di confine

### Musica
- Concerto Bandistico "Vincenzo Bellini" - Città di Sonnino;[63][64]
- Scuola di musica M° Rosario Lacerenza;[65]

### Cucina
L'olio d'oliva, la maggiore risorsa del paese;
- i ciacaprete (comunemente noti come strozzapreti), pasta allungata a mano in sugo di carne o cacciagione;[66]
- i frascateglie, primo piatto di "cucina povera";[67]
- la menestra maretata, una zuppa di verdure miste;
- il testo, di zucchini (cocuzziglie) o zucche (cocozza) tagliate a strisce, impastati con la farina e cotti in forno;
- la caciotta, formaggio tipicamente di latte di pecora: si trova fresca, stagionata, semplice e piccante;
- i fichi secchi, confezionati in paniceglie, trezze e crocette;
- i canesciune, dolce tipico del periodo delle Torce con ripieno di ricotta;[68]
- le crespelle, pastella di farina, fritta in olio abbondante con zucchero ed uva passa;
- la Pupa e jo' cavagliuccio: dolce tipico di Pasqua da regalare ai bambini, la "pupa" per le femminucce e "Jo' cavagliuccio" per i maschietti.[69]

### Dialetti
Il dialetto di Sonnino appartiene al dialetto laziale centro-settentrionale.

## Geografia antropica

### Suddivisioni storiche
- Frazione Loreto S. Antonio;[71]
- Frazione Cimerone;[71]
- Frazione Aringo (Arringo);[71]

### Frazioni e località simili
Sonnino centro, Sonnino Scalo, Sassa, Cerreto, Case Murate, Cascano, Capocroce, Cotinole, Fienili, Frasso, Costa la Traglia, Monte Romano.

## Economia
Di seguito la tabella storica elaborata dall'Istat a tema Unità locali, intesa come numero di imprese attive, ed addetti, intesi come numero addetti delle unità locali delle imprese attive (valori medi annui).
|         | 2015                  |                              |                            |                |                       |                     | 2014                  |                | 2013                  |                |
| ------- | --------------------- | ---------------------------- | -------------------------- | -------------- | --------------------- | ------------------- | --------------------- | -------------- | --------------------- | -------------- |
|         | Numero imprese attive | % Provinciale Imprese attive | % Regionale Imprese attive | Numero addetti | % Provinciale Addetti | % Regionale Addetti | Numero imprese attive | Numero addetti | Numero imprese attive | Numero addetti |
| Sonnino | 332                   | 0,84%                        | 0,07%                      | 831            | 0,68%                 | 0,05%               | 346                   | 744            | 352                   | 753            |
| Latina  | 39.304                |                              | 8,43%                      | 122.198        |                       | 7,75%               | 39.446                | 120.897        | 39.915                | 123.310        |
| Lazio   | 455.591               |                              |                            | 1.539.359      |                       |                     | 457.686               | 1.510.459      | 464.094               | 1.525.471      |

Nel 2015 le 332 imprese operanti nel territorio comunale, che rappresentavano lo 0,84% del totale provinciale (39.304 imprese attive), hanno occupato 831 addetti, lo 0,68% del dato provinciale (122.198 addetti); in media, ogni impresa nel 2015 ha occupato due persone (2,5).

## Infrastrutture e trasporti

### Strade
Sonnino è collegato con l'uscita di Frosinone dell'Autostrada A1, tramite la NSA 255 Terracina Prossedi, (comunemente nota come Superstrada Frosinone-mare); la strada statale Pontina (SS 148) e la strada statale 7 Via Appia (SS 7) collegano il paese principalmente con Latina e Roma.

### Ferrovie
All'interno del territorio esistono quattro stazioni ferroviarie, ormai dismesse, sulla linea Roma-Velletri-Priverno-Terracina: la Stazione di Sonnino Scalo, la Stazione di Ruderi di Sibilla, la Stazione di Capocroce e la Stazione di Frasso che servono le omologhe località.
Poco distante si trova la stazione di Priverno-Fossanova sulla linea Roma-Formia-Napoli.

### Mobilità extra urbana
La mobilità extra urbana è garantita dal servizio di trasporto del COTRAL.

## Amministrazione
Nel 1934 passa dalla provincia di Roma, alla nuova provincia di Littoria, costituita dal governo fascista dell'epoca.

### Amministrazioni comunali

#### Regno d'Italia (fino al 1946)
| Periodo          | Periodo          | Primo cittadino              | Partito | Carica      | Note   |
| ---------------- | ---------------- | ---------------------------- | ------- | ----------- | ------ |
| 1871             | 1873             | Luigi Grenga                 |         | Sindaco     | [ 49 ] |
| 1874             | 1876             | Stefano Jucci                |         | Sindaco     | [ 49 ] |
| 1879             | ----             | Luigi Grenga                 |         | Sindaco     | [ 49 ] |
| 1888             | ----             | Luigi Grenga                 |         | Sindaco     | [ 71 ] |
| 1893             | ----             | Pasquale Cirillo             |         | Comm. str.  | [ 75 ] |
| 1895             | 1896             | Luigi Grenga                 |         | Sindaco     |        |
| 1896             | giugno 1897      | Pellegrini Pio               |         | Sindaco     |        |
| luglio 1897      | 1898             | Luigi Grenga                 |         | Sindaco     |        |
| 1899             | 1902             | Giovanni Battista De Angelis |         | Sindaco     |        |
| 1903             | ----             | Paolo Grenga                 |         | Sindaco     |        |
| 1910             | ----             | Cesare Diamanti              |         | Sindaco     | [ 76 ] |
| 1914             | ----             | Luigi Pellegrini             |         | Sindaco     |        |
| 1918             | 19 luglio 1920   | Saverio De Angelis           |         | Sindaco     |        |
| 23 ottobre 1920  | 9 dicembre 1920  | Timodei Tommaso              |         | Sindaco     |        |
| 18 dicembre 1920 | 1922             | Manicone Antonio             |         | Sindaco     |        |
| 1923             | 10 febbraio 1924 | Sinni Nazzareno              |         | Comm. pref. | [ 77 ] |
| 17 febbraio 1924 | 16 novembre 1924 | Polidori Amedeo              |         | Sindaco     |        |
| 4 gennaio 1925   | ----             | Polidori Amedeo              |         | Sindaco     |        |
| 15 dicembre 1930 | 1935             | Pellegrini Luigi             |         | Podestà     |        |
| 2 febbraio 1935  | 1935             | Angelo Bono                  |         | Comm. pref. |        |
| agosto 1935      | 1943             | Angelo Bono                  |         | Podestà     | [ 78 ] |
| 6 settembre 1943 | 12 ottobre 1943  | Vozzi Giuseppe               |         | Comm. pref. |        |
| 23 ottobre 1943  | 23 maggio 1944   | Galeotti Leonardo            |         | Comm. pref. |        |
| 12 giugno 1944   | 1945             | Cecaro Costante              |         | Comm. pref. | [ 79 ] |
| 1945             | 1945             | Manicone Luigi               |         | Comm. pref. | [ 79 ] |
| agosto 1945      | 1946             | Manicone Luigi               |         | Sindaco     |        |
| 1946             | 1946             | Bellomo                      |         | Comm. pref. |        |

#### Repubblica italiana (dal 1946)
| Periodo          | Periodo          | Primo cittadino           | Partito      | Carica      | Note          |
| ---------------- | ---------------- | ------------------------- | ------------ | ----------- | ------------- |
| 1947             | 1950             | Carlo Coletta             | PCI          | Sindaco     | [ 80 ]        |
| 1950             | 1951             | Carmelo Pugliese          |              | Comm. pref. |               |
| 1951             | 1952             | Carlo Coletta             | PCI          | Sindaco     |               |
| 1952             | 1954             | Vincenzo Frateschi        | PSI          | Sindaco     |               |
| settembre 1954   | novembre 1954    | Lorenzo Giuliani          | PCI          | Sindaco     |               |
| 1955             | 1956             | Cartesio Bersani          | PCI          | Sindaco     |               |
| 1956             | 1965             | Antonio Cipriani          | PCI          | Sindaco     |               |
| 1965             | 1969             | Virgilio Luigi De Angelis | DC           | Sindaco     |               |
| 1969             | 1973             | Carmelo Pugliese          |              | Comm. pref. |               |
| 1973             | 1974             | Sante Gasbarrone          | PSI          | Sindaco     |               |
| 1974             | 1977             | Osvaldo Pennacchia        | PSI          | Sindaco     |               |
| 1977             | 1978             | Tommaso Cetrone           | PSI          | Sindaco     |               |
| 1978             | 1981             | Giuseppe Musilli          | PCI          | Sindaco     |               |
| 1981             | 1983             | Giovanni Bernardini       | PCI          | Sindaco     |               |
| 1983             | 1984             | Antonio Grenga            | PCI          | Sindaco     |               |
| 1984             | 1984             | Vincenzo Fiorentini       |              | Comm. pref. |               |
| 1984             | 24 maggio 1993   | Antonio Grenga            | PCI          | Sindaco     |               |
| 24 maggio 1993   | 6 novembre 1993  | Osvaldo Pennacchia        | PSI          | Sindaco     |               |
| 6 novembre 1993  | 23 aprile 1995   | Roberto Migliori          | DC           | Sindaco     |               |
| 23 aprile 1995   | 27 dicembre 1997 | Roberto Migliori          | PPI          | Sindaco     | [ 81 ]        |
| 27 dicembre 1997 | 24 maggio 1998   | Angela Buzzanca           |              | Comm. pref. | [ 82 ] [ 83 ] |
| 24 maggio 1998   | 26 maggio 2002   | Roberto Migliori          | centrodestra | Sindaco     |               |
| 26 maggio 2002   | 27 maggio 2007   | Gino Cesare Gasbarrone    | lista civica | Sindaco     | [ 84 ]        |
| 27 maggio 2007   | 6 maggio 2012    | Gino Cesare Gasbarrone    | lista civica | Sindaco     | [ 84 ]        |
| 6 maggio 2012    | 18 luglio 2012   | Lorenzo Magnarelli        | lista civica | Sindaco     | [ 85 ]        |
| 18 luglio 2012   | 26 maggio 2013   | Umberto Campini           |              | Comm. pref. | [ 86 ]        |
| 26 maggio 2013   | 10 giugno 2018   | Luciano De Angelis        | lista civica | Sindaco     | [ 87 ]        |
| 10 giugno 2018   | 16 maggio 2023   | Luciano De Angelis        | lista civica | Sindaco     | [ 87 ]        |
| 16 maggio 2023   | in carica        | Gianni Carroccia          | lista civica | Sindaco     | [ 88 ]        |

### Gemellaggi
- Canale d'Isonzo, dal 2006[89]
- Eysines, dal 2007[90]
- Binasco, dal 2009[91]
- Sant'Eusanio Forconese, dal 2011[92]
- San Miniato, dal 2014[93]

### Altre informazioni amministrative
- Fa parte della Comunità Montana dei Monti Lepini Ausoni;
- Fa parte dell'Associazione nazionale città dell'olio;
- Fa parte del Parco Naturale Regionale Monti Ausoni e Lago di Fondi.

## Sport

### Calcio
- ASD Città Di Sonnino che attualmente milita in prima categoria, inoltre ha settore giovanile con Juniores, Under 17 e Under 15

### Impianti sportivi
Ha sede uno stadio comunale, il "San Bernardino", ed il centro sportivo "Sport Village" che dispone di 2 campi da Padel ed una tensostruttura polifunzionale.